# Ispit
Ispit ili test (testiranje ili evaluacija) je procena koja ima za cilj da se izmeri znanje, veština, sposobnost, fizička kondicija ili klasifikacija ispitanika u mnogim drugim temama (npr. uverenja). Test se može primeniti usmeno, na papiru, računaru ili u unapred određenom području koje zahteva da polagač testa demonstrira ili izvede skup veština. Testovi se razlikuju po stilu, strogosti i zahtevima. Na primer, u testu zatvorene knjige od ispitanika se zahteva da se oslanja na memoriju da odgovori na određena pitanja, dok u testu otvorene knjige ispitank može da koristi jedan ili više dodatnih alata, kao što su referentna knjiga ili kalkulator kada odgovara. Test se može primeniti formalno ili neformalno. Primer neformalnog testa je test čitanja koji roditelj daje detetu. Formalni test može biti završni ispit koji sprovodi učitelj u učionici ili I.Q. test koji sprovodi psiholog u klinici. Formalno testiranje često rezultira ocenom ili rezultatom testa. Ishod testa se može tumačiti u kontekstu normi ili kriterijuma, ili povremeno oboje. Norme mogu biti utvrđene nezavisno ili statističkim analizama velikog broja učesnika. Ispit je namenjen ispitivanju znanja ili spremnosti osobe da ovlada datim predmetom.
Standardizovani test je svaki test koji se sprovodi i ocenjuje na dosledan način da se osigura pravna odbranjivost. Standardizovani testovi se često koriste u obrazovanju, profesionalnom certifikovanju, psihologiji (npr. MMPI), vojsci i mnogim drugim oblastima.
Nestandardizovani test je obično fleksibilan u obimu i formatu, promenljiv u težini i značaju. Pošto ove testove obično razvijaju pojedinačni instruktori, moguće je da format i težina ovih testova neće biti široko usvojena ili korištena od strane drugih instruktora ili institucija. Nestandardizirani test se može koristiti za utvrđivanje nivoa znanja učenika, motivisanje učenika da studiraju i pružanje povratnih informacija studentima. U nekim slučajevima nastavnik može razviti nestandardizovane testove koji podsećaju na standardizovane testove u obimu, formatu i poteškoćama radi pripreme učenika za predstojeći standardizovani test. Najzad, učestalost i okolnosti u kojima se primenjuju nestandardizovani testovi su veoma promenljivi i obično su ograničeni trajanjem perioda nastave. Instruktor nastave može, na primer, davati test nedeljno ili samo dva puta u semestru. Zavisno od politike instruktora ili institucije, trajanje svakog testa može biti od samo pet minuta do celog perioda nastave.
Za razliku od nestandardizovanih testova, standardizovani testovi se široko koriste, fiksni su u obimu, težini i formatu, i obično su značajni po posledicama. Standardizovani testovi se obično održavaju na fiksne datume koje odredi razvijač testa, obrazovna ustanova ili upravljačko telo, njih može ili ne može sprovoditi instruktor, oni se održavaju u učionici, ili su ograničeni nastavnim periodom. Mada ima malo varijabilnosti između različitih kopija istog tipa standardizovanog testa (npr. SAT ili GRE), postoji varijabilnost između različitih tipova standardizovanih testova.
Svaki test koji ima važne posledice za pojedinačnog ispitanika naziva se ispitom visokog uloga.
Ispit može da razvije i sprovede instruktor, kliničar, organ upravljanja ili davaoc testa. U nekim slučajevima razvijač testova može da ne bude direktno odgovoran za njegovu primenu. Na primer, Obrazovna služba za testiranje (engl. Educational Testing Service - ETS), neprofitna obrazovna organizacija za testiranje i ocenjivanje, razvija standardizovane testove kao što je SAT, ali ne može biti direktno uključena u administraciju ili nadgledanje primene tih testova. Kao i kod razvoja i administracije obrazovnih testova, formati i nivoi zahtevnosti samih testova su veoma promenljivi i ne postoji opšti konsenzus ili nepromenljiv standard za forme testa i težinu. Često, format i težina testa zavise od obrazovne filozofije instruktora, predmeta, veličine nastavne jedinice, politike obrazovne ustanove i zahteva akreditacije ili upravljačkih tela. Generalno, testovi koje razvijaju i sprovode pojedini instruktori su nestandardizovani, dok su testovi razvijeni od strane organizacija za testiranje standardizovani.

## Istorija

### Rana istorija
Drevna Kina bila je prva zemlja na svetu koja je sprovela standardizovani test širom zemlje, koji se zvao carski ispit. Glavna svrha ovog ispitivanja bila je odabir sposobnih kandidata za određene vladine pozicije. Carski ispit uspostavila je dinastija Suej 605. godine, a kasnije ga je ukinula dinastija Ćing 1905. godine, nakon 1300 godina. Engleska je usvojila ovaj ispitni sistem 1806. godine kako bi odabrala specifične kandidate za položaje u državnoj službi, po uzoru na kineze. Ovaj sistem ispitivanja kasnije je primenjen u obrazovanju i počeo je da utiče na druge delove sveta, pošto je postao prominentni standard (npr. propisi koji sprečavaju ocenjivače da znaju identitet kandidata) za isporuku standardizovanih testova.

## Literatura
- Airasian, P. (1994) "Classroom Assessment," Second Edition, NY" McGraw-Hill.
- Cangelosi, J. (1990) "Designing Tests for Evaluating Student Achievement." NY: Addison-Wesley.
- Gronlund, N. (1993) "How to make achievement tests and assessments," 5th edition, NY: Allyn and Bacon.
- Haladyna, T.M. & Downing, S.M. (1989) Validity of a Taxonomy of Multiple-Choice Item-Writing Rules. "Applied Measurement in Education," 2(1), 51-78.
- Monahan, T. (1998) The Rise of Standardized Educational Testing in the U.S. – A Bibliographic Overview.
- Phelps, R.P., Ed. (2008) Correcting Fallacies About Educational and Psychological Testing, American Psychological Association.
- Ravitch, Diane, "The Uses and Misuses of Tests", in The Schools We Deserve (New York: Basic Books, 1985), pp. 172–181.
- Wilson, N. (1997). „Educational standards and the problem of error”. Education Policy Analysis Archives. 6 (10).
- de Bary, William Theodore, ed (1960). Sources of Chinese Tradition: Volume I. ISBN 978-0-231-10939-0.. (New York: Columbia University Press)
- Bol, Peter K. (2008), Neo-Confucianism in History
- Chaffee, John (1995), The Thorny Gates of Learning in Sung [Song] China, State University of New York Press
- Christie, Anthony (1968). Chinese Mythology. Feltham: Hamlyn Publishing. ISBN 0600006379. ..
- Ch'ü, T'ung-tsu (1967 [1957]). "Chinese Class Structure and its Ideology", in Chinese Thoughts & Institutions, John K. Fairbank, editor. Chicago and London: University of Chicago Press.
- Crossley, Pamela Kyle (1997). The Manchus. Cambridge, Mass.: Blackwell. ISBN 1557865604.
- Elman, Benjamin (2002), A Cultural History of Civil Examinations in Late Imperial China, University of California Press, ISBN 0-520-21509-5
- —— (2009), „Civil Service Examinations (Keju)” (PDF), Berkshire Encyclopedia of China, Great Barrington, MA: Berkshire, стр. 405—410
- Chaffee, John W. (1991), The Marriage of Sung Imperial Clanswomen
- Fairbank, John King (1992). China: A New History. Cambridge, Massachusetts: Belknap Press. ISBN 0-674-11670-4. /Harvard University Press..
- Franke, Wolfgang (1960). The Reform and Abolition of the Traditional Chinese Examination System. Harvard Univ Asia Center. ISBN 978-0-674-75250-4.
- Gregory, Peter N. (1993), Religion and Society in T'ang and Sung China
- Hinton, David (2008). Classical Chinese Poetry: An Anthology. New York: Farrar, Straus, and Giroux. ISBN 978-0374105365.
- Ho, Ping-Ti (1962), The Ladder of Success in Imperial China Aspects of Social Mobility, 1368–1911, New York: Columbia University Press
- Huddleston, Mark W. (1996), The Higher Civil Service in the United States
- Ko, Kwang Hyun (2017), „A Brief History of Imperial Examination and Its Influences”, Society, 54 (3): 272—278, S2CID 149230149, doi:10.1007/s12115-017-0134-9
- Kracke, E. A. (1947) "Family vs. Merit in Chinese Civil Service Examinations under the Empire.” Kracke, E. A. (1947). „Family Vs. Merit in Chinese Civil Service Examinations Under the Empire”. Harvard Journal of Asiatic Studies. 10 (2): 103—123. JSTOR 2718257. doi:10.2307/2718257. 1947,.
- Kracke, E. A., Jr. (1967 [1957]). "Region, Family, and Individual in the Chinese Examination System", in Chinese Thoughts & Institutions, John K. Fairbank, editor. Chicago: University of Chicago Press.
- Lee, Thomas H.C. Government Education and Examinations in Sung [Song] China. 1985. (Hong Kong: Chinese University Press, New York: St. Martin's Press)
- Man-Cheong, Iona (2004). The Class of 1761: Examinations, the State and Elites in Eighteenth-Century China. Stanford: Stanford University Press. ISBN 978-0-8047-4146-0..
- Miyazaki, Ichisada (1976), China's Examination Hell: The Civil Service Examinations of Imperial China, Превод: Conrad Schirokauer, Weatherhill; reprint: Yale University Press, 1981, ISBN 9780300026399
- Murck, Alfreda (2000). Poetry and Painting in Song China: The Subtle Art of Dissent. ISBN 0-674-00782-4.. Cambridge (Massachusetts) and London: Harvard University Asia Center for the Harvard-Yenching Institute..
- Paludan, Ann (1998). Chronicle of the Chinese Emperors: The Reign-by-Reign Record of the Rulers of Imperial China. New York, New York: Thames and Hudson. ISBN 0-500-05090-2. .
- Rossabi, Morris (1988). Khubilai Khan: His Life and Times. Berkeley: University of California Press. ISBN 0-520-05913-1. .
- Smith, Paul Jakov (2015), A Crisis in the Literati State
- Wang, Rui (2013). The Chinese Imperial Examination System : An Annotated Bibliography. Lanham: Scarecrow Press. ISBN 9780810887022.
- Wu, K. C. . The Chinese Heritage. New York: Crown Publishers. 1982. ISBN 0-517-54475X. . .
- Yang, C. K. (Yang Ch'ing-k'un). Religion in Chinese Society : A Study of Contemporary Social Functions of Religion and Some of Their Historical Factors (1967 [1961]).  Berkeley and Los Angeles: University of California Press.
- Yao, Xinzhong (2003), The Encyclopedia of Confucianism
- Yu, Pauline (2002). "Chinese Poetry and Its Institutions", in Hsiang Lectures on Chinese Poetry, Volume 2, Grace S. Fong, editor. (Montreal: Center for East Asian Research, McGill University).
- Yu, Jianfu (2009), „The influence and enlightenment of Confucian cultural education on modern European civilization”, Front. Educ. China, 4 (1): 10—26, S2CID 143586407, doi:10.1007/s11516-009-0002-5
- Etienne Zi. Pratique Des Examens Militaires En Chine. (Shanghai, Variétés Sinologiques. No. 9, 1896). University of Oregon Libraries (not searchable) Архивирано на веб-сајту  (15. април 2014), American Libraries Internet Archive Google Books (Searchable).
- This article incorporates material from the Library of Congress that is believed to be in the public domain.
- Bretag, Tracey; Mahmud, Saadia; Wallace, Margaret;  . (2011). „Core elements of exemplar academic integrity policy in Australian higher education”. International Journal for Educational Integrity. 7 (2). doi:10.21913/IJEI.v7i2.759.
- Bretag, Tracey; Mahmud, Saadia; East, Julianne;  . (2011). Academic integrity standards: A preliminary analysis of the academic integrity policies at Australian universities (Извештај). Conference: Australian Universities Quality Forum.
- Eaton, Sarah Elaine (2017-01-17). „Comparative Analysis of Institutional Policy Definitions of Plagiarism: A Pan-Canadian University Study”. Interchange (на језику: енглески). 48 (3): 271—281. ISSN 0826-4805. S2CID 152188935. doi:10.1007/s10780-017-9300-7. hdl:1880/106472 .
- Newstead, Stephen E.; Franklyn-Stokes, Arlene; Armstead, Penny (1996). „Individual differences in student cheating.”. Journal of Educational Psychology. 88 (2): 229—241. doi:10.1037/0022-0663.88.2.229.

## Spoljašnje veze
- „About the Joint Committee on Testing Practices”. American Psychological Association. Приступљено 2. 8. 2011. „The Joint Committee on Testing Practices (JCTP) was established in 1985 by the American Educational Research Association (AERA), the American Psychological Association (APA), and the National Council on Measurement in Education (NCME). In 2007 the JCTP disbanded, but JCTP publications are still available and may be obtained by contacting any of the groups listed in the product descriptions shown below.”